# 모질라 압축 형식
모질라 압축 형식(Mozilla ARchive format)은 모질라 재단의 소프트웨어에서 웹 페이지를 단일 파일로 저장하기 위해 사용되는 압축 기술을 포함한 파일 형식의 일종이다. 마이크로소프트의 MHTML과 유사한 파일 형식이다.
확장자는 MAFF이다. 표준 ZIP형식의 컨테이너에 다수의 웹 페이지, 이미지는 물론 다운로드 가능한 컨텐츠는 무엇이든 포함 가능하다. 브라우저에서 파일 내의 탐색을 원활하게 하기 위해 원래의 페이지 형식 같은 추가 정보가 메타데이터로 같이 저장된다.

## 같이 보기
- 데이터 URI 스킴
- MHTML